# Сильян (озеро)
Си́льян — кратерное озеро в шведском лене Даларна. Площадь озера составляет 290 км² (с учётом прилегающих озёр Орсашён и Иншён — 354 км²), наибольшая глубина 134 м, объём воды ок. 37 км³ (42 км³, соответственно). Через озеро протекает река Эстердалэльвен.

## География
Геология озера и его окрестности является результатом удара метеорита, который произошёл 370 миллионов лет назад. Возникший ударный кратер наполнился со временем молодыми осадочными горными породами, прежде всего известняком. Сегодняшнее озеро и окрестности возникли в ледниковый период в результате неоднократного распространения ледников. Причём ледники сильнее изменили сам кратер из-за лёгкой эрозии наполнявших его пород, чем окрестности.
На озере имеется множество островов, из которых самый крупный Соллерён (7,5 км в длину, 4 км в ширину). На берегах озера расположены населённые пункты Лександ, Мура и Реттвик. На рубеже XIX—XX веков на Сильяне существовало оживлённое движение на паровых лодках. Сегодня по озеру курсируют прогулочные лодки. Традиционно в конце июня — начале июля на озере проходят соревнования гребцов на церковных лодках (традиционные лодки для воскресного посещения церкви).